# PolyITAN-1
PolyITAN-1 — первый украинский наноспутник, созданный в Национальном Техническом Университете Украины «Киевский Политехнический Институт им. Игоря Сикорского» (НТУУ КПИ им. Игоря Сикорского) в кооперации с украинскими радиолюбителями. Активная разработка космического аппарата формата CubeSat началась в 2009 году. 19 июня 2014 года в 19:11:11 UTC ракета-носитель «Днепр» была успешно запущена из Оренбургской области и спутник Polyitan-1 был выведен на орбиту в первой группе спутников, отделившихся от ракеты-носителя. PolyITAN-1 сможет пробыть на высоте 650…710 км несколько лет.

## Задачи создания спутника
- подготовка высококвалифицированных специалистов для ракетно-космической отрасли на новой современной элементной базе с широким привлечением ведущих специалистов ракетно-космической отрасли.
- создание малогабаритной унифицированной платформы класса наноспутник для проведения космических исследований, отработки новых конструкторских, технологических решений и новой элементной базы с низкими энергетическими и высокими информационными характеристиками, малыми габаритами и малой стоимостью для широкого класса полезной нагрузки;
- создание на базе унифицированной платформы университетского наноспутника как основного инструмента лабораторного практикума по управлению малыми космическими аппаратами, приему и обработке спутниковой информации;
- создание наземной испытательной инфраструктуры на факторы космического пространства в НТУУ «КПИ»
- проведение космического эксперимента по отработке в условиях космического пространства доступной для широкого круга потребителей новой элементной базы-, материалов, новых приборов и новых конструктивных и технологических решений;
- проведение космического эксперимента по отработке в условиях космического пространства экспериментальных солнечных батарей НТУУ «КПИ».

## Конструкция
Спутник основан на платформе «CubeSat» с использованием процессора Cortex-M3, STM32F105.
Конструкция обеспечивает механическое соединение бортовой аппаратуры и всех элементов спутника в единое целое, монтаж кабельной сети, зачековку, их фиксацию на момент транспортировки, вывод на орбиту и приведение в рабочее состояние на орбите. Конструкция наноспутника состоит из фермы, приборных панелей, сотопанелей, элементов крепления к адаптеру ракеты-носителя, элементов крепления и монтажа. Ферма представляет собой единую сварную конструкцию с габаритами 116х116х110 мм и состоит из плиты установочной, верхней окантовки, а также силовых поперечных элементов. Установочная плита сделана в виде квадратной фрезерованной плиты размером 140х140х6 мм. Для обеспечения необходимого теплового режима и радиационной защиты аппаратуры, размещенной внутри корпуса, к открытым граням фермы крепятся пять солнечных батарей. В конструкциях солнечных батарей применялись кремниевые фотопреобразователи с КПД 17,2…17,5 %. Фотопреобразователи изготовлены в НТУУ «КПИ». Сотопанельный каркас представляет собой трёхслойную панель с облегченным алюминиевым сотовым заполнителем, двумя углепластиковыми обшивками и приклеенной диэлектрической полиимидной плёнкой (ППМ).

### Подсистемы
- обработки данных,
- ориентации и стабилизации,
- навигации, телеметрии,
- электроснабжения,
- приемо-передающей подсистемы,
- межсистемной кабельной сети,
- конструкции (фермы и плиты установочной).

### Коммуникационная система
Для спутника была выбрана система с использованием двух радиоканалов: один работает в радиолюбительском УКВ диапазоне на частоте 437,675 МГц (длина волны ~70 см) и служит для передачи сигнала маяка в телеграфе (CW) а также телеметрии на скорости 9600 бит/c, а другой для передачи данных в широкополосном диапазоне, входящий в международную сетку промышленных, научных и медицинских частот, на частоте 2,4 ГГц (ISM).
| Чувствительность:       |            |
| приемника 437,675       | 116 dBm    |
| приемника 2,4 ГГц       | 116 dBm    |
| Мощность:               |            |
| передатчика 437,675 МГц | 33 dBm     |
| передатчика 2,4 ГГц     | 30 dBm     |
| Скорость передачи:      |            |
| в диапазоне 437,675 МГц | 9600 Бит/с |
| в диапазоне 2,4 ГГц     | 500 кБит/с |

### Система ориентации
По датчикам магнитного поля, гироскопу, направлению на солнце, а также в зависимости от режима работы спутника согласно циклограммы, периодически рассчитывается текущая ориентация спутника. По текущей ориентации спутника, рассчитывается и подается управляющее воздействие на катушки ориентации.

## Запуск
Запуск был осуществлён ракетой-носителем «Днепр» 19 июня 2014 года в 19:11:11 UTC из ШПУ № 13 площадки № 370 пусковой базы «Ясный» на территории позиционного района «Домбаровский» в Оренбургской области боевыми расчетами РВСН по заказу ЗАО «Космотрас».